# Szwajcaria na Zimowych Igrzyskach Olimpijskich 1998
Reprezentacja Szwajcarii na Zimowych Igrzyskach Olimpijskich 1998 liczyła 69 zawodników – 50 mężczyzn i 19 kobiet, którzy wystąpili w dwunastu dyscyplinach sportowych. Reprezentanci tego kraju zdobyli łącznie siedem medali – dwa złote, dwa srebrne i trzy brązowe.
Najmłodszym szwajcarskim zawodnikiem podczas ZIO 1998 był Simon Ammann (16 lat i 232 dni), a najstarszym – Patrik Lörtscher (37 lat i 327 dni).

## Medaliści
| Medal  | Zawodnicy                                                                    | Dyscyplina            | Konkurencja               |
| ------ | ---------------------------------------------------------------------------- | --------------------- | ------------------------- |
| Złoto  | Daniel Müller Diego Perren Dominic Andres Patrick Hürlimann Patrik Lörtscher | Curling               | Mężczyźni                 |
| Złoto  | Gian Simmen                                                                  | Snowboarding          | Half pipe mężczyzn        |
| Srebro | Didier Cuche                                                                 | Narciarstwo alpejskie | Supergigant mężczyzn      |
| Srebro | Marcel Rohner Markus Nüssli Markus Wasser Beat Seitz                         | Bobsleje              | Czwórki mężczyzn          |
| Brąz   | Michael von Grünigen                                                         | Narciarstwo alpejskie | Slalom gigant mężczyzn    |
| Brąz   | Colette Brand                                                                | Narciarstwo dowolne   | Skoki akrobatyczne kobiet |
| Brąz   | Ueli Kestenholz                                                              | Snowboarding          | Slalom gigant mężczyzn    |

## Wyniki reprezentantów Szwajcarii

### Biathlon
Mężczyźni
- Jean-Marc Chabloz

sprint – DNF
bieg indywidualny – 51. miejsce

### Bobsleje
Mężczyźni
- Christian Reich, Cédric Grand

Dwójki – 4. miejsce
- Reto Götschi, Guido Acklin

Dwójki – 6. miejsce
- Marcel Rohner, Markus Nüssli, Markus Wasser, Beat Seitz

Czwórki – 
- Christian Reich, Steve Anderhub, Thomas Handschin, Cédric Grand

Czwórki – 7. miejsce

### Biegi narciarskie
Mężczyźni
- Wilhelm Aschwanden

10 km stylem klasycznym – 63. miejsce
Bieg łączony – 49. miejsce
50 km stylem dowolnym – 22. miejsce
- Reto Burgermeister

50 km stylem dowolnym – 49. miejsce
- Beat Koch

10 km stylem klasycznym – 17. miejsce
30 km stylem klasycznym – 53. miejsce
- Patrick Mächler

10 km stylem klasycznym – DNF
- Jeremias Wigger

10 km stylem klasycznym – 49. miejsce
30 km stylem klasycznym – 16. miejsce
50 km stylem dowolnym – 18. miejsce
- Jeremias Wigger
Beat Koch
Reto Burgermeister
Wilhelm Aschwanden

sztafeta – 6. miejsce
Kobiety
- Brigitte Albrecht-Loretan

5 km stylem klasycznym – 10. miejsce
Bieg łączony – 10. miejsce
30 km stylem dowolnym – 7. miejsce
- Natascia Leonardi Cortesi

30 km stylem dowolnym – 24. miejsce
- Sylvia Honegger

5 km stylem klasycznym – 14. miejsce
Bieg łączony – 22. miejsce
15 km stylem klasycznym – 22. miejsce
- Andrea Huber

5 km stylem klasycznym – 45. miejsce
- Andrea Senteler

5 km stylem klasycznym – 62. miejsce
- Sylvia Honegger
Andrea Huber
Brigitte Albrecht-Loretan
Natascia Leonardi Cortesi

sztafeta – 4. miejsce

### Curling
Mężczyźni – 
- Patrick Hürlimann
- Patrik Lörtscher
- Daniel Müller
- Diego Perren
- Dominic Andres

### Kombinacja norweska
Mężczyźni
- Jean-Yves Cuendet

Gundersen – 17. miejsce
- Andreas Hartmann

Gundersen – 28. miejsce
- Urs Kunz

Gundersen – 18. miejsce
- Marco Zarucchi

Gundersen – 25. miejsce
- Marco Zarucchi
Andreas Hartmann
Jean-Yves Cuendet
Urs Kunz

Drużynowo – 7. miejsce

### Łyżwiarstwo figurowe
Mężczyźni
- Patrick Meier

soliści – 22. miejsce

### Łyżwiarstwo szybkie
Mężczyźni
- Martin Feigenwinter

5000 m – 21. miejsce

### Narciarstwo alpejskie
Mężczyźni
- Paul Accola

supergigant – 18. miejsce
gigant – 7. miejsce
slalom – 18. miejsce
kombinacja – DNF
- Marco Casanova

slalom – DNF
- Franco Cavegn

zjazd – 14. miejsce
- Didier Cuche

zjazd – 8. miejsce
supergigant – 
- Jürg Grünenfelder

zjazd – 4. miejsce
kombinacja – DNF
- Michael von Grünigen

gigant – 
slalom – 19. miejsce
- Urs Kälin

gigant – 12. miejsce
- Bruno Kernen

zjazd – DNF
supergigant – 11. miejsce
kombinacja – DNF
- Steve Locher

gigant – 14. miejsce
slalom – 6. miejsce
- Didier Plaschy

slalom – 12. miejsce
Kobiety
- Martina Accola

slalom – 7. miejsce
- Catherine Borghi

zjazd – 22. miejsce
supergigant – 34. miejsce
gigant – 19. miejsce
kombinacja – 10. miejsce
- Sonja Nef

gigant – DNF
slalom – DNF
- Corinne Rey-Bellet

zjazd – 30. miejsce
supergigant – 31. miejsce
- Karin Roten

gigant – 16. miejsce
slalom – DNF
- Heidi Zurbriggen

zjazd – 12. miejsce
supergigant – 21. miejsce
gigant – 6. miejsce

### Narciarstwo dowolne
Kobiety
- Corinne Bodmer

jazda po muldach – 20. miejsce
- Colette Brand

skoki akrobatyczne – 
- Evelyne Leu

skoki akrobatyczne – 15. miejsce
- Michèle Rohrbach

skoki akrobatyczne – 11. miejsce

### Saneczkarstwo
Mężczyźni
- Reto Gilly

jedynki – 22. miejsce

### Skoki narciarskie
Mężczyźni
- Simon Ammann

Skocznia normalna – 35. miejsce
Skocznia duża – 39. miejsce
- Sylvain Freiholz

Skocznia normalna – 29. miejsce
Skocznia duża – 41. miejsce
- Bruno Reuteler

Skocznia normalna – 18. miejsce
Skocznia duża – 19. miejsce
- Marco Steinauer

Skocznia normalna – 56. miejsce
Skocznia duża – 33. miejsce
- Sylvain Freiholz
Marco Steinauer
Simon Ammann
Bruno Reuteler

Drużynowo – 6. miejsce

### Snowboard
Mężczyźni
- Bertrand Denervaud

halfpipe – 27. miejsce
- André Grütter

gigant – DNF
- Patrik Hasler

halfpipe – 32. miejsce
- Gilles Jaquet

gigant – DNF
- Ueli Kestenholz

gigant – 
- Fadri Mosca

gigant – DNF
- Fabien Rohrer

halfpipe – 4. miejsce
- Gian Simmen

halfpipe – 
Kobiety
- Renata Keller

gigant – 18. miejsce
- Cécile Plancherel

gigant – 11. miejsce
- Steffi von Siebenthal

gigant – DNF
- Anita Schwaller

halfpipe – 11. miejsce